# Christentum auf den Philippinen
Das Christentum auf den Philippinen wurde durch die spanische Kolonialherrschaft geprägt, wodurch 2018 mehr als 90 % der Bevölkerung Christen waren. Die Philippinen sind dasjenige asiatische Land, in dem die meisten Christen leben.
Etwa 80 % der Christen gehören der Römisch-katholischen Kirche an, etwa 20 % unabhängigen christlichen Kirchen (Episkopalkirche der Philippinen, Unabhängige Philippinische Kirche – mit der anglikanischen Kirche verbunden) oder evangelischen Kirchen (Iglesia ni Cristo, Baptisten, Evangelisch-methodistische Kirche u. a.) an; 1984 gründeten sich die evangelikalen Victory.
Weitere Glaubensrichtungen im Land sind Muslime (7 %) und Buddhisten (3 %). Die Muslime sind vor allem im Süden mit vielen Moscheen vertreten. Auf den Philippinen herrscht seit Anfang des 20. Jahrhunderts Religionsfreiheit. Allerdings wird in den Schulen kein Religionsunterricht erteilt.